# Dimitrovgrad (Bulgária)
Dimitrovgrad (búlgaro: Димитровград) é uma cidade e município da Bulgária localizada no distrito de Khaskovo.
A cidade recebeu o seu nome em homenagem a Georgi Dimitrov.

## População
Evolução da população da cidade de Dimitrovgrad:
| Dimitrovgrad | Dimitrovgrad | Dimitrovgrad | Dimitrovgrad | Dimitrovgrad | Dimitrovgrad | Dimitrovgrad | Dimitrovgrad | Dimitrovgrad | Dimitrovgrad | Dimitrovgrad | Dimitrovgrad | Dimitrovgrad | Dimitrovgrad | Dimitrovgrad | Dimitrovgrad | Dimitrovgrad | Dimitrovgrad | Dimitrovgrad | Dimitrovgrad |
| --- | ------------ | ------------ | ------------ | ------------ | ------------ | ------------ | ------------ | ------------ | ------------ | ------------ | ------------ | ------------ | ------------ | ------------ | ------------ | ------------ | ------------ | ------------ | ------------ |
| Ano | 1887         | 1910         | 1934         | 1946         | 1956         | 1965         | 1975         | 1985         | 1992         | 2001         | 2002         | 2003         | 2004         | 2005         | 2006         | 2007         | 2008         | 2009         | 2010         |
| População |              |              |              | …            | 34.162       | 41.816       | 45.595       | 53.804       | 50.977       | 45.768       | 45.589       | 44.749       | 43.460       | 42.529       | 41.840       | 41.562       | 40.372       | 40.052       | 39.510       |
| Fontes: Instituto Nacional de Estatísticas, „citypopulation.de“, „pop-stat.mashke.org“, Bulgarian Academy of Sciences |              |              |              |              |              |              |              |              |              |              |              |              |              |              |              |              |              |              |              |

## Ligações externas

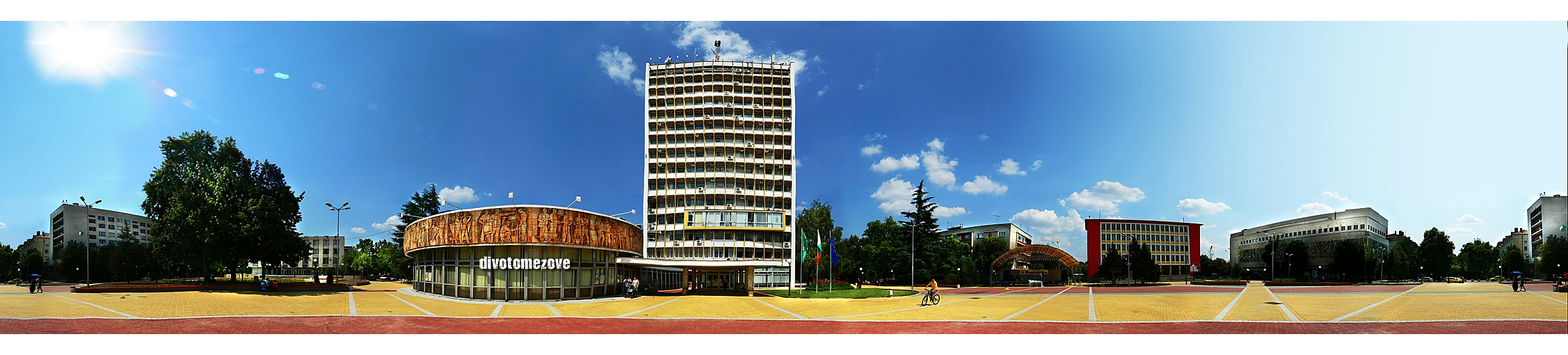
Dimitrovgrad, Bulgária